# Luftanfall mot Japan

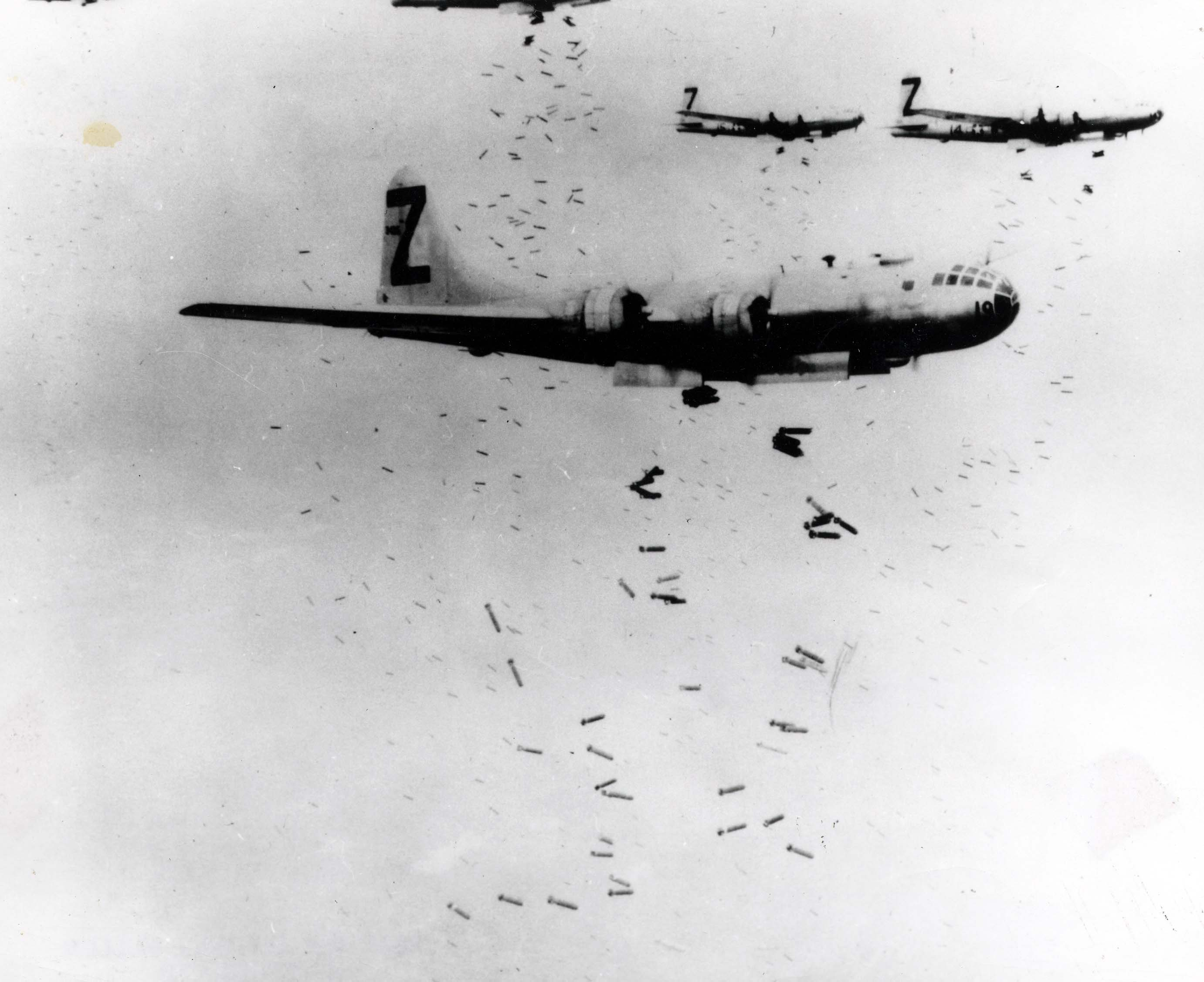
Bombfällning över Yokohama i maj 1945.

Luftanfall mot Japan genomfördes under andra världskriget av De allierade styrkorna i flera luftanfall mot Japan, vilket ödelade städer och dödade mellan 241 000 och 900 000 människor. 
Stillahavskriget inleddes när japanerna plötsligt bombarderade den amerikanska flottanläggningen Pearl Harbor. Som en konsekvens påbörjades de allierades motangrepp som innefattade Doolittleräden (april 1942) och fortsatte sedan med småskaliga attacker mot militära områden på Kurilerna i mitten av 1943. De strategiska bombningsattackerna började inte förrän i juni 1944 och fortsatte till krigsslutet i augusti 1945. De Allierades flott- och landbaserade luftenheter angrep Japan under 1945.
Den amerikanska militärens luftkampanj mot japanerna började på allvar i mitten av 1944 och intensifierades under krigets sista månader, eftersom amerikanernas nya bombplan B-29 Superfortress då var redo för strid. Från juni 1944 till januari 1945 utkämpade bombskeppen som var stationerade i Indien nio attacker mot västra Japan, men attackerna visade sig vara ineffektiva. Den strategiska bombkampanjen utvidgades kraftigt från november 1944 när luftbaser på Marianerna blev tillgängliga efter Slaget om Marianerna. Attackerna var från början riktade mot industrianläggningar med precisionsbombning, vilket också visade sig vara väldigt ineffektivt. Februari 1945 bytte bombplanen taktik; de bombade stadsområden under natten på låg höjd eftersom mycket av tillverkningsprocesserna utfördes i små verkstäder och i privata hem: detta tillvägagångssätt resulterade i storskalig stadsskada. Flygplan från de Allierades Hangarfartyg och Ryukyuöarna anföll Japan under 1945 innan den planerade invasionen under oktober 1945. Städerna Hiroshima och Nagasaki blev i början av augusti 1945 sönderbombade av två atombomber med kodnamnen ”Little Boy" och "Fat Man".